# Joseph-Antoine Le Febvre de La Barre
Pour les articles homonymes, voir Le Febvre et De La Barre.
Joseph-Antoine Le Febvre de La Barre, né le 21 février 1622 et mort à Paris le 4 mai 1688, fut conseiller au Parlement de Paris (1645), maître des requêtes (1653-1663), puis successivement intendant de Paris, de Grenoble, de Moulins et de la généralité de Riom, en Auvergne, puis gouverneur des Antilles françaises (1666 et 1667, puis par intérim jusqu'en 1669), puis de la Nouvelle-France (1682 à 1685).

## Biographie
Joseph-Antoine Le Febvre de La Barre est le fils d'Antoine Le Febvre de La Barre, conseiller au parlement de Paris (reçu en 1619), prévôt des marchands de Paris en 1650 et 1654, conseiller d'Etat, et de sa première épouse, Magdeleine Belin.

### Auvergne
Il est intendant d'Auvergne en 1660-1662.

### Guyanes et Antilles
La conquête française de la Guyane en mai 1664 est menée par Joseph-Antoine Le Febvre de La Barre et Alexandre Prouville de Tracy, ex-gouverneur français de Saint-Christophe, qui s'était heurté en 1645 au gouverneur en titre. L'arrivée des Français en mai 1664 est prévue dans une société créée en 1663 pour contrer les Hollandais. Elle est racontée par le journal « Hollantsche Mercurius », qui observe qu'elle fut suivie du retour des Hollandais aux Pays Bas via une escale à La Rochelle, en parlant de « déportation » et en décrivant une flotte de cinq vaisseaux et 1 200 colons. En réalité, un accord avec les Hollandais est trouvé : plusieurs articles du texte montrent que les Français ont accepté une présence hollandaise et la religion des Juifs, permettant à plusieurs colons hollandais de rester quelques années. Malgré l'antisémitisme de l'époque, qui insistait pour interdire la culture du sucre aux non-catholiques, une brève description de la colonie néerlandaise faite alors par Jacques-François Artur souligne que la cinquantaine de « Juifs qui avaient à eux 80 esclaves nègres » étaient les premiers parvenus à faire du sucre sur place. Cependant, les deux tiers des Juifs de Remire-Montjoly, soit environ 300 personnes, sont partis s'établir au Suriname,.

### Nouvelle-France
Il devient gouverneur de la Nouvelle-France au moment où le Roi veut regagner le commerce des fourrures, perdu au détriment des Anglais, qui ont créé avec succès la Compagnie de la Baie d'Hudson, mais sans aller jusqu'à un conflit armé avec les Anglais qui sont ses alliés politiques en Europe, ni donner trop de pouvoir aux coureurs des bois français.
Pendant son gouvernement, il est confronté aussi, pour la maitrise du commerce des peaux de castor, aux attaques des iroquois.
L'un des créateurs et promoteurs de la Compagnie de la Baie d'Hudson, Pierre-Esprit Radisson est pressenti en 1681 à Paris par le marchand canadien, Charles Aubert de La Chesnaye, associé au directeur de la Ferme d'occident, Jean Oudiette. La nouvelle compagnie veut utiliser sa connaissance de la région.
Charles Aubert de La Chesnaye reçoit l'année suivante une charte pour la traite des fourrures, la Compagnie de la Baie du Nord et organise une expédition pour fonder un établissement français à l'embouchure de la rivière Nelson. Radisson et Des Groseilliers, qui l'ont rejoint, arrivent à en prendre possession, grâce à une meilleure connaissance de la région et font de nombreux prisonniers, dont le gouverneur de la colonie anglaise, John Bridgar, et acquièrent une grande quantité de fourrures.
Joseph-Antoine Le Febvre de La Barre a cependant décidé d'envoyer en France, pour que l'affaire y soit jugée, Pierre-Esprit Radisson souhaitant éviter de payer le quart sur les pelleteries. 
Joseph-Antoine Le Febvre de La Barre ne pût empêcher Pierre-Esprit Radisson de passer de nouveau au service de la Compagnie de la Baie d'Hudson en 1684, année à partir de laquelle il est soupçonné de mener des expéditions contre les quelques français présents dans la baie. Joseph-Antoine Le Febvre de La Barre quitte la colonie l'année suivante et il est remplacé par Jacques-René de Brisay, qui arrive fin 1685 après un intérim de quelques mois. Le nouveau gouverneur va dès son arrivée lancer une expédition contre Pierre-Esprit Radisson et la Compagnie de la Baie d'Hudson, en 1685, pour reprendre ses trois postes de traite des fourrures.
Il meurt à Paris le 4 mai 1688 et fut inhumé paroisse Saint Gervais.

## Famille
Antoine I Lefebvre de La Barre, greffier des trésoriers de France au Bureau des Finances de Paris, secrétaire du Roi, marié avec Anne Vivien, il achète en 1638 le château de La Barre, à Férolles-Attilly, à Jean de Lyonnes.
- Antoine II Le Febvre de La Barre, conseiller au Parlement de Paris (1619), prévôt des marchands de Paris entre 1650 et 1654, conseiller d'Etat † 1659. Il fait construire l'hôtel Lefebvre de La Barre, à Paris, 20 quai de Béthune, sur une partie du terrain acheté avec son frère[9], marié en 1620 avec Magdeleine Belin (dont Joseph Antoine), puis en 1624 avec Jeanne Hureau (dont quatre autres enfants).
  - Joseph-Antoine III Le Febvre de La Barre, gouverneur des Antilles, puis de la Nouvelle-France (1622-1688). Dont :
    - Marie Lefebvre de la Barre (1644 - Moulins, 18 septembre 1716), mariée à La Rochelle en 1666 avec Louis Remy Guillouet d'Orvilliers ; grand-parents de Louis Guillouet d'Orvilliers, Gilbert Guillouet d'Orvilliers et Marie-Claude de Gaudon, épouse de François de Fougières, seigneur du Creux.
    - François Le Febvre de La Barre, officier de marine, gouverneur de la Guyane (1650-1727), marié avec Marguerite du Mont[10]
      - Jean-Baptiste Alexandre Lefebvre, seigneur de La Barre
        - François-Jacques Lefebvre de La Barre, capitaine d'artillerie, il vend la seigneurie de La Barre à Jacques Agobert le 13 janvier 1772.
        - François-Jean Lefebvre de La Barre, dit le chevalier de la Barre, né au château de La Barre, le 12 septembre 1745, exécuté à Abbeville le 1er février 1766 pour avoir chanté des chants impies et outragé une statue de Jésus.

    - Marguerite Lefebvre de La Barre (1651-1725), mariée en 1681 avec Thierry Sevin, seigneur de Quincy, conseiller puis président au Parlement de Paris ;
    - Jeanne Lefebvre de La Barre °1654, mariée en 1682 avec Antoine François Le Fèvre d'Ormesson, conseiller au Grand-Conseil (1676), maitre des requêtes (1684), intendant de Rouen (1684), puis de Riom (1695) et de Soissons (1704).
    - Robert Lefebvre de La Barre, planteur à Saint-Domingue, marié avec Marguerite Rentier, dont :
      - Pierre Lefebvre de La Barre, établi à Saint-Domingue † Limonade (Saint-Domingue) 1727 ;
      - Marie-Thérèse Lefebvre de La Barre † Limonade 1728, mariée en 1693 avec Jean Fournier de Varennes[11] ;

  - Jean-Baptiste Lefebvre de La Barre, commandeur, prévôt et maître de cérémonies de l'ordre de Saint-Lazare et du Mont-Carmel (1640-1711) ;
  - Cyprien Lefebvre de La Barre, chevalier de Malte (1643-1687) ;
  - Antoine Lefebvre de La Barre, chanoine de l'église de Metz (1644-1664) ;
  - Marguerite Lefebvre de La Barre (1652-1685), mariée avec Jacques Coutel, seigneur d'Argilly, maréchal des camps et armées du Roi ;
- François Lefebvre de La Malmaison, maître des comptes, marié avec Marguerite Dumaitz. Il fait construire l'hôtel Lefebvre de la Malmaison, à Paris, 22 quai de Béthune, sur l'autre partie du terrain acheté avec son frère[12]. 
  - Antoine Lefebvre de La Malmaison, conseiller à la Cour des Aides, marié en 1663 avec Marguerite Auzannet.
    - Catherine Charlotte Lefebvre de la Malmaison, vend en 1714 l'hôtel Lefebvre de La Malmaison, mariée en 1685 avec Michel de Chabenat, sgr de Bonneuil, conseiller du Roi en ses conseils, introducteur des ambassadeurs.
    - François Lefebvre de La Malmaison, reçu en 1690 conseiller au Parlement de Paris † en charge en 1738, marié en 1705 avec Madeleine Gon. Dont :
      - Antoine Lefebvre de La Malmaison, reçu en 1725 conseiller au Parlement de Paris † en charge en 1731 (avant son père), marié en 1730 avec Marie-Anne Morel[13].

### Publications
- Joseph-Antoine Le Fèbvre de la Barre, Description de la France equinoctiale, cy-devant appellee Guyanne, et par les espagnols, El Dorado, 1666
- Jean Clodoré, Joseph-Antoine Le Fèbvre de La Barre, François d'Elbée, Relation de ce qui s'est passé, dans les isles & terre-ferme de l'Amérique: pendant la dernière guerre avec l'Angleterre, & depuis en exécution du traitté de Breda : avec un journal du dernier voyage du S. de la Barre en la terre-ferme, & isle de Cayenne, accompagné d'une exacte description du pays, mœurs & naturel des habitans, 1671
- Joseph-Antoine Lefebvre de La Barre, Edmund Bailey O'Callaghan, Papers relating to M. de La Barre's expedition to Hungry Bay, Jefferson Co., 1684, 1849